# Robert Giertsen
Robert Roach Giertsen (Bergen, 24 de agosto de 1894 — 17 de outubro de 1978) foi um velejador norueguês, campeão olímpico. Ele competiu nos Jogos Olímpicos de Verão de 1920 na classe 10 Metre e conquistou a medalha de ouro na disputa realizada segundo as regras de 1919 a bordo do Mosk II com Charles Arentz, Otto Falkenberg, Willy Gilbert, Halfdan Schjøtt, Trygve Schjøtt e Arne Sejersted. Giertsen estudou administração e estudou na Dinamarca, Alemanha e Inglaterra. De volta a Bergen, ele assumiu a contabilidade dos negócios da família.